# جو هو-جين
جو هو-جين (هانغل: 주호진) هو لاعب كرة قدم كوري جنوبي في مركز الدفاع، ولد في 1981 في كوريا الجنوبية. لعب مع إنتشون يونايتد وجونبك هيونداي موتورز.